# Augusto Conti
Augusto Conti (San Miniato, 6 dicembre 1822 – Firenze, 6 marzo 1905) è stato un filosofo italiano.

## Biografia
Augusto Conti nacque a San Pietro alle Fonti di San Miniato al Tedesco nel 1822 da famiglia oriunda livornese.
Studiò a Siena e Pisa; in questa università aggredì un professore da lui ritenuto reazionario. Fu espulso dall'ateneo e passò alcuni mesi in carcere. Dopo quell'episodio fu costretto a completare gli studi fuori dal Granducato di Toscana. Si trasferì dunque nel Ducato di Lucca e all'Università di Lucca si laureò in legge. Fu combattente a Montanara con i volontari toscani; insegnò a Lucca, a Pisa e nell'Istituto superiore di Firenze. Insigne filosofo cristiano, scrittore di pregio, pedagogista, collaborò con Raffaello Lambruschini al periodico La famiglia e la scuola.
Il 31 marzo del 1869, per i suoi meriti letterari e scientifici, fu chiamato a sedere nel Collegio dei Residenti dell'Accademia della Crusca; in seguito ne ricoprì più volte l'Arciconsolato. Fu il filosofo della bellezza, che definì stare fra il vero e il buono, e li collegava come il mezzo tra il principio e fine. Ebbe stile classico e le sue opere a volte sono apprezzate più per l'eleganza della prosa che per il contenuto.
A Firenze fu a lungo consigliere superiore della pubblica istruzione e collaborò con l'architetto Emilio De Fabris per la definizione dell'apparato ornamentale della facciata di Santa Maria del Fiore.

## Opere
- Cose di storia e d'arte (1874).
- Evidenza, amore e fede, o i criteri della filosofia, discorsi e dialoghi. Famiglia, patria, Dio, o i tre amori (1887).
- I discorsi del tempo in un viaggio in Italia (1867): in ogni città coglie occasione per un insegnamento civile; a Venezia il capitolo sulla religione, a Milano sullo stato, ecc.
- Il bello nel vero, o estetica.
- Il buono nel vero, o morale e diritto naturale.
- Illustrazione delle sculture e dei mosaici sulla facciata del Duomo di Firenze (1887).
- Il vero nell'ordine (1876), o ontologia e logica.
- L'armonia delle cose, o antropologia; cercò di costruire una metafisica fondata sulla relazione, l'armonia, l'ordine; ha capitoli sull'educazione religiosa, civile e privata (versione digitalizzata)
- Letteratura e patria, collana di ricordi nazionali
- Nuovi discorsi del tempo, o famiglia, Patria, Dio
- Religione ed arte, collana di ricordi nazionali.
- Storia della filosofia, molto accreditata.
- Sveglie dell'anima.
- Il Messia redentore vaticinato, uomo dei dolori, re della gloria.
- La mia corona del rosario.
- Ai figli del popolo, consigli.
- Giovanni Duprè o Dell'arte, 2 dialoghi.
- Evidenza, amore e fede o i criteri della filosofia (1858), lezioni e dialoghi sulla filosofia cristiana; lavoro scientifico e popolare, e discorsi sulla storia della filosofia, accordo della filosofia con la tradizione; discussione sulla filosofia e la fede.
- La filosofia di Dante.
- La bellezza qual mezzo potente di educazione.